# Cristóbal Vergara
Cristóbal Alberto Vergara Maldonado (nascido em 20 de junho de 1994 em Temuco, Chile) é um futebolista chileno. Ele atualmente joga no Universidad de Chile como zagueiro.

## Carreira
Nascido em Melipilla. Joga como zagueiro. Formado nas categorias de base da Universidad de Chile, foi integrado ao profissional pelo treinador Jorge Sampaoli.
Estreou pela Universidad de Chile em um amistoso contra o Alianza Lima.
Vergara estreou oficialmente em 27 de junho de 2011 contra o Unión San Felipe em partida válida pela Copa Chile, na ocasião, entrou aos 63 minutos no lugar de Albert Acevedo vestindo a camisa de número 32.

## Seleção Chilena
Disputou 4 partidas representando seu país no Campeonato Sul-Americano Sub-17 de 2011 realizado no Equador, sendo capitão de sua equipe.

## Estatísticas
Até 24 de fevereiro de 2013.

### Clubes
| Clube                | Temporada         | Campeonato nacional | Campeonato nacional | Copa nacional[a] | Copa nacional[a] | Competições continentais[b] | Competições continentais[b] | Outros torneios[c] | Outros torneios[c] | Total | Total |
| Clube                | Temporada         | Jogos               | Gols                | Jogos            | Gols             | Jogos                       | Gols                        | Jogos              | Gols               | Jogos | Gols  |
| -------------------- | ----------------- | ------------------- | ------------------- | ---------------- | ---------------- | --------------------------- | --------------------------- | ------------------ | ------------------ | ----- | ----- |
| Universidad de Chile | 2011              | 0                   | 0                   | 0                | 0                | 0                           | 0                           | 1                  | 0                  | 1     | 0     |
| Universidad de Chile | 2012              | 0                   | 0                   | 0                | 0                | 0                           | 0                           | —                  | —                  | 0     | 0     |
| Universidad de Chile | 2013              | 0                   | 0                   | 0                | 0                | 0                           | 0                           | —                  | —                  | 0     | 0     |
| Universidad de Chile | Total             | 0                   | 0                   | 0                | 0                | 0                           | 0                           | 1                  | 0                  | 1     | 0     |
| Total na carreira    | Total na carreira | 0                   | 0                   | 0                | 0                | 0                           | 0                           | 1                  | 0                  | 1     | 0     |

- a. ^ Jogos da Copa Chile
- b. ^ Jogos da Copa Libertadores e Copa Sul-Americana
- c. ^ Jogos do Jogo amistoso

## Títulos
Universidad de Chile
- Campeonato Chileno (Torneo Clausura): 2011
- Campeonato Chileno (Torneo Apertura): 2012